# 허슬러 사건
허슬러 사건(허슬러 잡지 대 제리 팔웰 (Hustler Magazine v. Falwell), 485 U.S. 46 (1988))는 표현의 자유에 관한 미국 대법원의 유명한 판결이다. 나중에 래리 플린트라는 영화의 소재가 되기도 하였다. 그의 풍자와 그에 대한 미국 기독교계의 소송에서 비롯된 이 사건은 개인간의 소송으로 시작되었으나, 미국사회에 상대방 취향에 대한 관용 논란, 표현의 자유 논란, 사상의 자유 논란으로 확대되었다.

## 사건 내용
래리 플린트는 스트립 바를 시작으로, 허슬러라는 남성 도색잡지로 큰 성공을 거두고 이를 적대시한 기독교 단체에 적대감을 품고 있었다. 미국의 일부 기독교 단체는 래리 플린트를 반사회적인 인물로 규정했지만, 래리 플린트는 성적 취향의 자유를 내세워 반박하였다. 래리 플린트는 자신과 같은 쓰레기가 마음놓고 사는 곳이라면 여러분도 자유를 누릴수 있다고 공개적으로 반박했고 이는 많은 호응을 얻었다.
래리 플린트는 도덕적 다수자 등 기독교 근본주의 단체 혹은 백인우월주의 단체에게 여러번 암살 협박을 받기도 했다. 그러다 1978년 3월 6일 플린트는 그위닛 카운티를 방문했다가 백인우월주의자 조셉 폴 프랭클린이 쏜 총에 맞고 하반신 마비가 되었다.
유명한 복음전도사이자 기독교 원리주의자의 리더인 제리 폴웰 목사를 자신의 잡지 허슬러를 통해 공격하기 시작하였다. 내용은 종교에 대한 험담과 욕설, 그리고 점점 수위를 높해 폴웰이 로널드 레이건 미국 대통령과 함께 남자들끼리의 난교 파티에 참가하는 것, 워렌 버거 대법원장이 폴웰에게 구강 성교를 해달라고 애원하는 등 매우 심한 내용이었다. 그리고 1983년 11월 판에서 폴웰 목사가 술에 취해 파리가 들끓는 재래식 화장실에서 성적으로 문란한 어머니와 첫경험을 한 내용을 인터뷰하는 것을 패러디로 게재하였다. 그리고 맨 아래 광고 패러디이니 심각하게 받아들이지 말라고 써놓았다.

## 재판
폴 웰은 기독교계에 극단적 문자주의를 확립시킨 사람이라는 평이 있다. 미국의 기독교 단체는 래리 플린트가 도를 넘었다며 항의하는 칼럼, 집회를 개최했다. 곧 폴웰 목사는 이에 대해 손해배상 소송을 제기한다. 폴웰은 명예훼손과 프라이버시 침해, 정신적 고통의 고의적 가해 등을 이유로 손해배상 소송을 제기했다. 한편 미국의 네티즌들은 정치 풍자나 의혹 제기로 고소, 고발을 남발하는 사례가 발생할 것이라며 허슬러를 지지하였다. 이 사건을 두고 일부 논객들이 허슬러를 지지하는 논평을 발표했고, 미국의 주요 언론사가 표현의 자유를 위해 허슬러를 지지하였다. 최종 판결에서 미국 연방법원은 래리 플린트의 손을 들어주었다.

## 판결 내용
판결문 중에는 "공표된 내용이 사실의 적시 없이 의도적으로 상대방에게 정신적 고통을 가했을 경우(즉 패러디인 경우), 그 표현이 공인에 관한 것이면 그 공인은 자신의 손해를 배상받을 수 없다.", "정치만화는 공격의 무기, 멸시와 조소의 무기이자 해학이라고 할 수 있다. 정치만화는 때로 벌침과 같은 존재이고, 어떤 영역에서는 항상 논쟁을 일으킨다." 등의 내용이 있었다.
"공중의 이해와 관심이 집중된 사안에 대해 사상과 의견의 자유로운 소통을 보장하기 위해 수정헌법 제1조와 제14조는 공무원과 공적 인물이 자신을 풍자하는 만화 광고를 이유로 고의의 불법 행위의 책임을 부과하는 것을 인정하지 아니한다."  이는 공인의 경우 명예훼손으로부터 보호를 받는 범위가 좁아진다는 것을 의미한다.
또한 연방법원의 한 판사는 "사람들에게 발언 내용의 진실을 입증하라고 강요하면, 거짓말한 사람에게만 부담을 주는 것이 아니라 진실이라고 믿고 있지만 처벌이 두려워 발언을 스스로 자제하는 사람들도 나타난다. ...(중략)... 사람들이 (정치, 사회문제에 대해) 말을 아끼게 되면 사회적으로 의미 있는 공적인 관심사에 대한 비판기능, 또는 고위 공직자, 상류층의 부패에 대한 비판기능이 약화될 수 밖에 없다"고 하였다.

## 참고 문헌
- 안경환, 《이카루스의 날개로 태양을 향해 날다》 (안경환의 법과 영화 사이), (효형출판, 2001) (ISBN 8986361582)
- 김민석, 《3승:객석의 김민석 따뜻한 한마디》 (도서출판 비타베아타, 2012) (ISBN 9788996348542)
- 안경환, 《법, 영화를 캐스팅하다》(효형출판, 2007)

## 같이 보기
- 래리 플린트 (영화)
- 래리 플린트
- 휴 헤프너
- 표현의 자유
- 외설